# Wenkbrauwtinamoe
De wenkbrauwtinamoe (Crypturellus transfasciatus) is een vogel uit de familie tinamoes (Tinamidae). De wetenschappelijke naam van de soort is voor het eerst geldig gepubliceerd in 1878 door Sclater en Salvin.

## Beschrijving
De wenkbrauwtinamoe wordt ongeveer 28 cm groot. Het lichaam is grijsbruin met zwarte markeringen, enkel de borst en buik is grijs of vaalgeel De keel is wit en de poten zijn roze.

## Voedsel
De wenkbrauwtinamoe eet vooral vruchten van de grond en van lage struiken, maar ook bloemen, bladeren, wortels, zaden en ongewervelden.

## Voortplanting
Het mannetje paart met ongeveer vier vrouwtjes, die de eieren leggen in een nest in dicht struikgewas. Daarna broedt het mannetje de eieren uit en voedt de jongen op. Na 2-3 weken zijn de jongen volwassen.

## Voorkomen
De soort komt voor in het westen van Ecuador en het noordwesten van Peru.

## Beschermingsstatus
Op de Rode Lijst van de IUCN heeft de soort de status gevoelig.

## Afbeeldingen

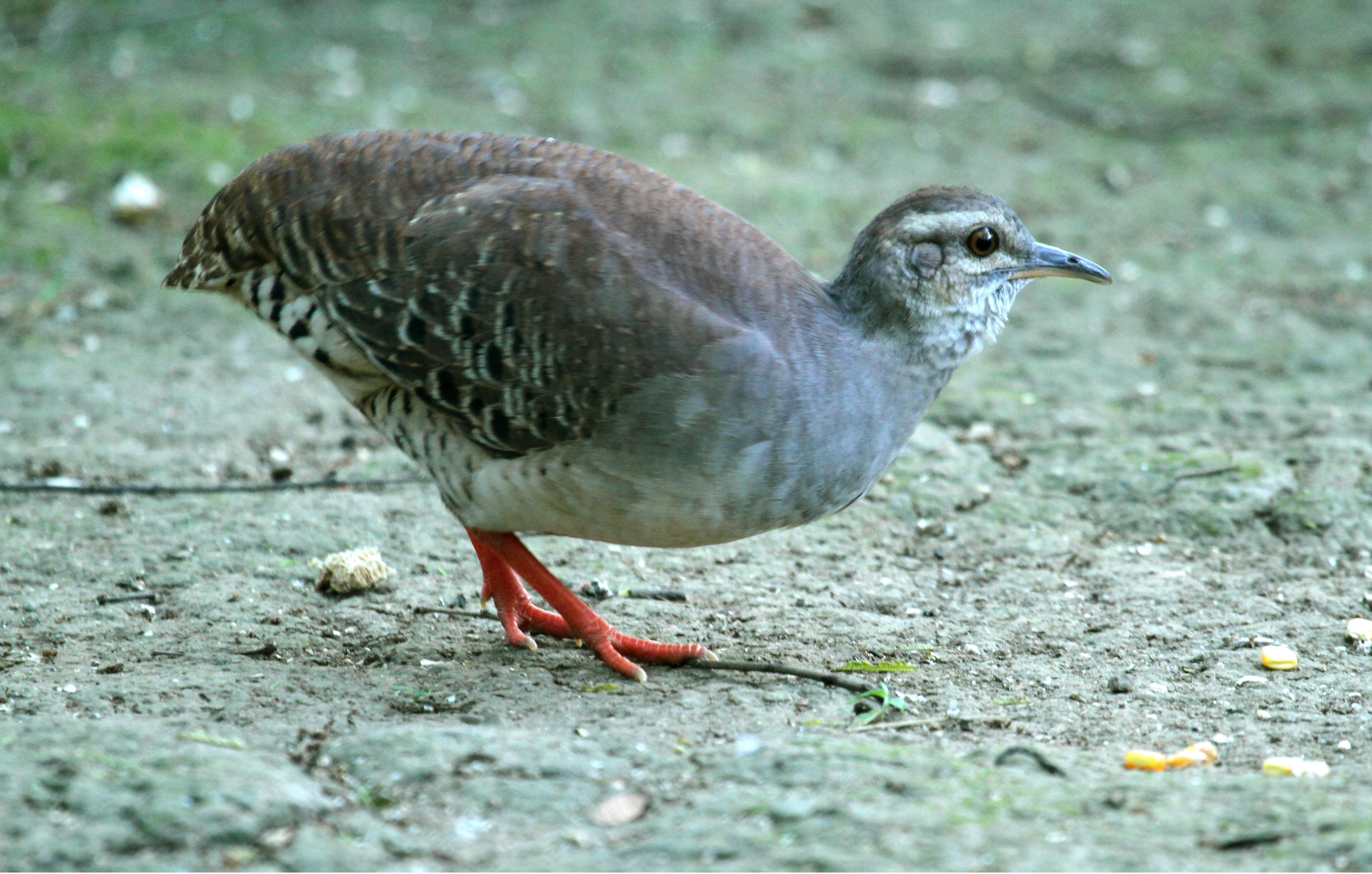